# Acción Popular (Peru)

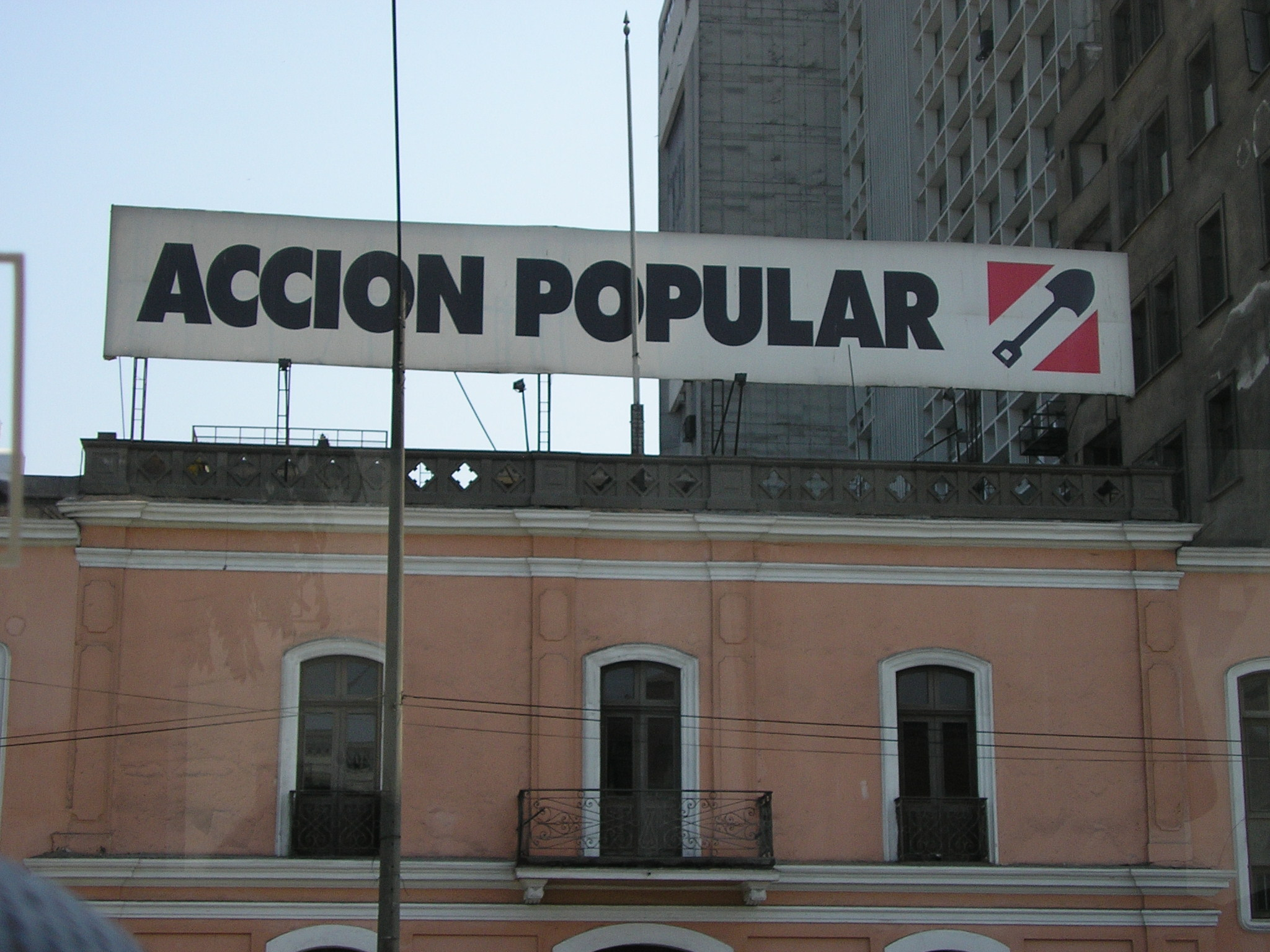
Baner för Acción Popular i Lima

Acción Popular (AP) (Folklig aktion) är ett politiskt parti i Peru som bildades 1956. Partiet grundades i Chincheros (Cusco) av Fernando Belaúnde Terry. Det hade sina rötter i Demokratiska ungdomsfronten. Partiets viktigaste ledare har varit Javier Alva Orlandini, Manuel Ulloa, Javier Arias Stella, José María de la Jara y Ureta och Eduardo Orrego.
År 1988 bildade AP tillsammans med PPC och Movimiento Libertad (Frihetsrörelsen) den Demokratiska fronten.